# Echinops telfairi
Echinops telfairi là một loài động vật có vú trong họ Tenrecidae, bộ Afrosoricida. Loài này được Martin mô tả năm 1838.

## Hình ảnh

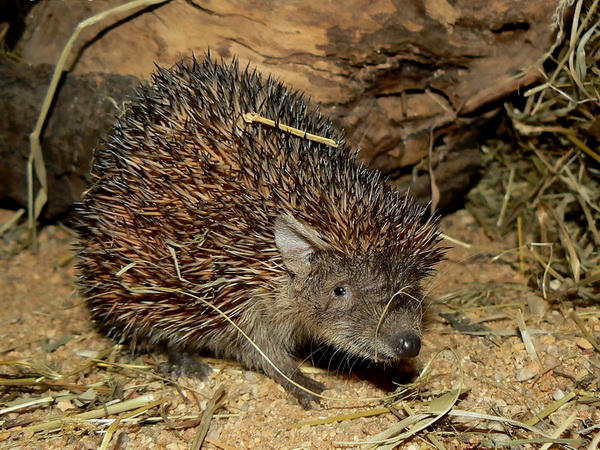
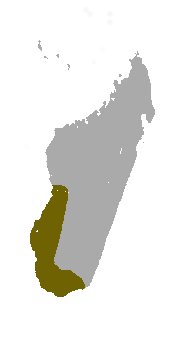
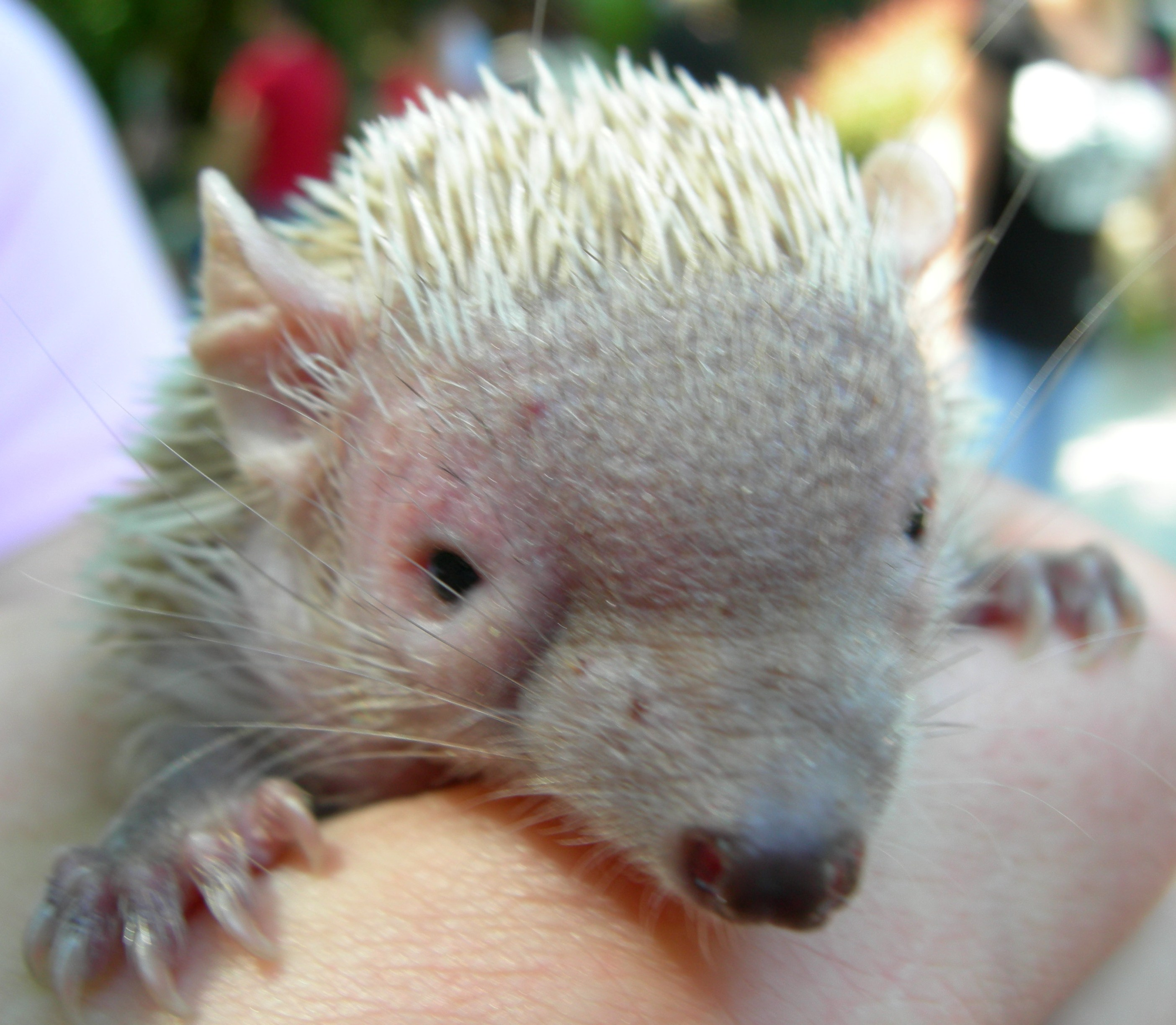
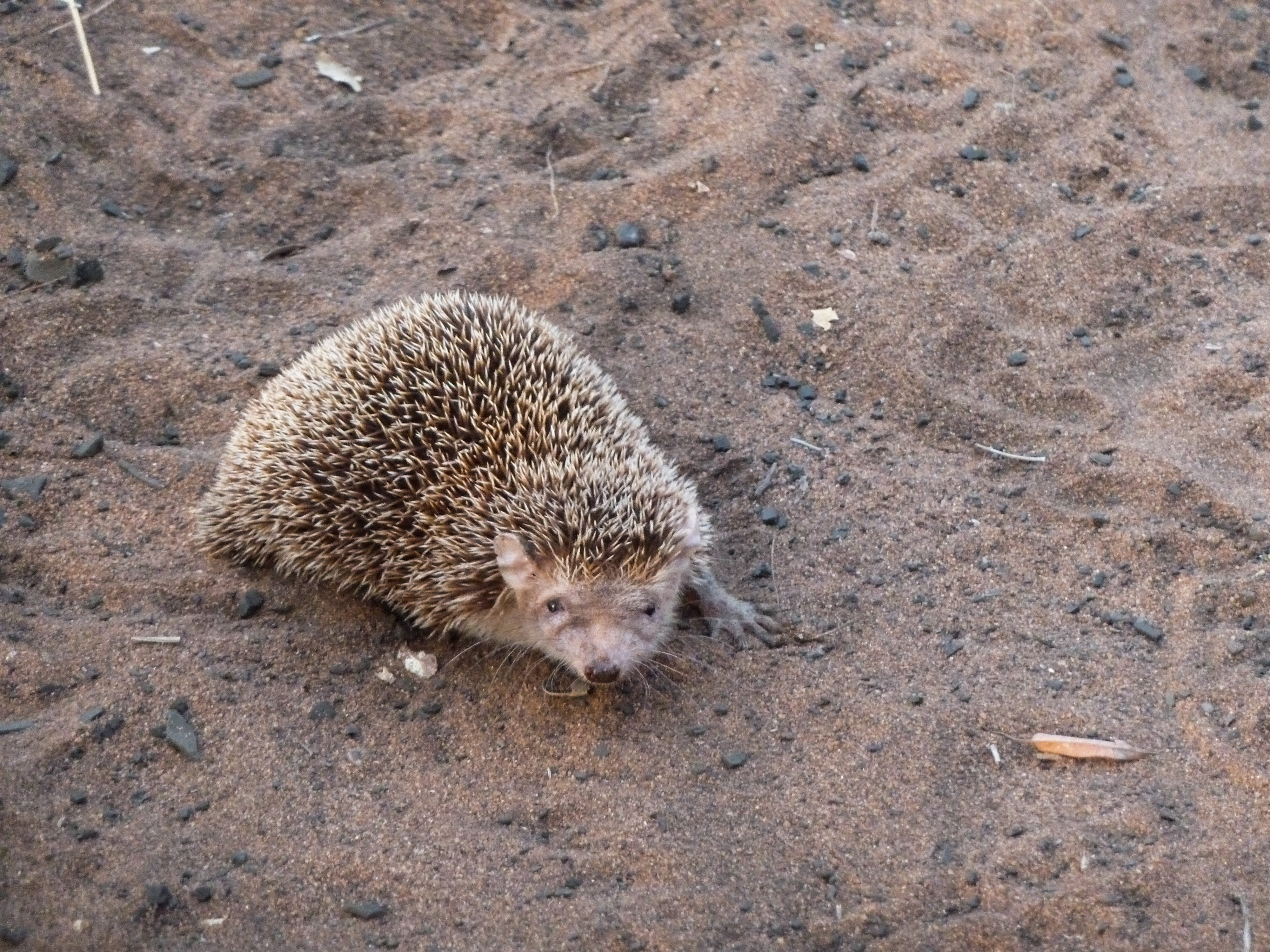